# Calvarieberg (schilderij)
Calvarieberg is een schilderij van de Siciliaanse schilder Antonello da Messina. De kunstenaar schilderde het werk in 1475. Het schilderij behoort tot de collectie van het Koninklijk Museum voor Schone Kunsten Antwerpen.

## Context
Dit is het enige werk van Antonello da Messina dat zich in België bevindt. De Calvarieberg heeft bovendien in het oeuvre van de meester een belangrijke ijkwaarde omdat het een van de weinige gesigneerde (slechts twaalf) en gedateerde werken (tien) van deze schilder is. Het schilderij behoort tot het late werk van de Siciliaanse kunstenaar en bevat zowel invloeden van Zuiditaliaanse, Vlaamse als Venetiaanse stijlen.

## Beschrijving
Met deze Calvarieberg schilderde de renaissancekunstenaar Antonello da Messina een symbolisch meesterwerk over dood en verlossing. Centraal op het paneel hangt Christus aan het kruis. De goede en de slechte moordenaar, die Christus aan het kruis flankeren, zijn vastgebonden op afgeknotte bomen. De lichamen van de drie ter dood veroordeelden zijn realistisch en plastisch uitgewerkt. De studie van het menselijk lichaam door middel van anatomisch onderzoek en dissectie vormde een belangrijk onderdeel in de tekenkunst van de Italiaanse renaissancekunstenaar. Op de grond treurt Maria en knielt Johannes, de lievelingsapostel van Christus.
De schedels onderaan het kruis verwijzen naar Adam. Volgens sommigen was hij begraven op Golgotha, de heuvel waarop Christus de dood vond. Omdat Adam en Eva niet konden weerstaan aan de verleiding van de slang kwam de zonde de wereld in. Met zijn kruisdood maakte Christus een einde aan de zondeval.
De thematiek van dood en verlossing is hier op symbolische wijze sterk aanwezig. De slangen die door de schedels kronkelen, staan symbool voor de dood of de duivel. De uil vooraan verwijst naar de zondaars die zich van het ‘ware geloof’ afwenden zoals een nachtvogel het daglicht schuwt. Uit een boomstronk achter het kruis groeit een twijg, een symbool voor de tegenstelling tussen het Oude en het Nieuwe verbond van God met de mensheid.

## Invloed Vlaamse primitieven
Het werk van Antonello da Messina vertoont een duidelijke invloed van de Vlaamse Primitieven. Dit komt vooral tot uiting in de gedetailleerde uitwerking van de planten en dieren in het atmosferisch weergegeven landschap. Van de Vlaamse Primitieven neemt de schilder ook de olieverftechniek over. Hierdoor wordt de weergave van kleuren rijker en levendiger dan bij de oudere schildertechniek met tempera, een bindmiddel op basis van ei en lijm. Waarschijnlijk leerde de kunstenaar de nieuwe techniek kennen door de aanwezigheid van schilderijen van de Vlaamse Primitieven in Napels en Zuid-Italië.